# JD-Argassy
JD-Argassy fue un fanzine de ciencia ficción estadounidense editado por Lynn A. Hickman; estuvo activo hasta 1963, cuando su número 60.º dio paso a una nueva publicación llamada The Pulp Era.
El formato que utilizó fue 8½ x 11 pulgadas y centró sus artículos en noticias y eventos relacionados al fandom del género, además de información sobre escritores de ciencia ficción y pulp; en particular, Hickmann comenzó a editarla con el fin de satisfacer la demanda de aquellos lectores de publicaciones al estilo dime novel y revistas pulp. Recibió dos nominaciones al Premio Hugo al mejor fanzine en 1959 y 1960.